# Paul García Oviedo
Paul Gabriel García Oviedo (Lima, 2 de octubre de 1990) es un mercadólogo empresarial y político peruano. Fue congresista de la república durante el periodo parlamentario 2020-2021.

## Biografía
Nació en el 2 de octubre de 1990. Cursó sus estudios primarios y secundarios en la ciudad de Lima y el 2012 cursó estudios técnicos de mercadotecnia en la escuela Zegel IPAE. En 2009 inició estudios de derecho en la Pontificia Universidad Católica del Perú, inconclusos a la fecha.
Desde el año 2014 fue dirigente estudiantil en la Pontificia Universidad Católica del Perú, llegando al Centro Federado de Derecho y a la Asamblea Universitaria de la PUCP.

## Vida política
Como tal, se encuentra afiliado al partido Acción Popular. Asimismo, fue candidato a la alcaldía provincial del Callao durante las elecciones municipales de 2018. También desempeño como Director Ejecutivo Nacional, de la Asociación de Municipalidades del Perú (AMPE).

### Congresista
Durante las elecciones extraordinarias de 2020 fue elegido congresista de la república en representación de la Provincia Constitucional del Callao.
García se mostró a favor de la vacancia del presidente Martín Vizcarra durante los dos procesos que se dieron para ello, el segundo de los cuales terminó sacando al expresidente del poder. El congresista apoyó la moción siendo uno de los 105 parlamentarios que votó a favor de la vacancia del presidente Martín Vizcarra.

## Polémicas
En octubre de 2023, una fiesta celebrada en su honor,  a la que asistió su presunta pareja, la congresista Roselli Amuruz, acabó con una balacera y una persona fallecida.